# ヤバいね愛てえ奴は
「ヤバいね愛てえ奴は」（ヤバいねあいてえやつは）は、原由子の楽曲。自身の3作目の配信限定シングルとして、タイシタレーベル / SPEEDSTAR RECORDSからダウンロード配信・ストリーミングで発売された。

## 背景
2022年10月19日に発売される自身4作目のオリジナル・アルバム『婦人の肖像 (Portrait of a Lady)』の収録曲として、サザンオールスターズのデビュー44周年となる2022年6月25日に発表されていたが、本作の発売はちょうど1か月後となる2022年7月25日に発表された。

## プロモーション
2022年7月25日から全国のラジオ局で本楽曲のオンエアが開始された。オンエア解禁に合わせ、サザンの公式Twitterアカウントをフォローして「#原由子」「#ヤバイね愛てえ奴は」に加えて、好きなラジオ局名とラジオ番組名にハッシュタグをつけて楽曲リクエストをツイートすると、抽選で31名に特製デニムカバーノートが当たるキャンペーンが実施されている。

## 収録曲
1. ヤバいね愛てえ奴は (3:39)[6]
（作詞・作曲：桑田佳祐 / 編曲：桑田佳祐&原由子&曽我淳一 / 弦編曲：原由子&曽我淳一）
NHK総合ドラマ10『プリズム』主題歌。
1970年代のフォークロック、サイケデリック・ミュージック、プログレッシブ・ロックの要素を取り入れたアレンジで、クラシカルな雰囲気と歌謡を同時に感じさせる楽曲になっている[7]。歌詞は、人を愛することの痛み、切なさ、素晴らしさを描いた内容となっている[7]。
2022年6月25日放送の桑田のラジオ番組『桑田佳祐のやさしい夜遊び』（TOKYO FM）にて初オンエアされた[8][9]。
2022年8月17日には本作の発売と併せて、ミュージック・ビデオ（MV）が公開された。MVには原のほかにMV内の主人公として女優の中島セナが出演しており、主人公が1日を通して、様々な「愛」に触れることで「愛」に気がつき、「愛」の“ヤバさ”に気づいていく物語をアニメーション映像も用いた内容である[10]。MVは全編16ミリのフィルムで撮影され、温かな質感により表現されている[10]。

## 参加ミュージシャン
- ヤバいね愛てえ奴は
  - 原由子：Vocal & Backing Vocal
  - 曽我淳一：Synthesizer & Computer Programming
  - 斎藤誠：Acoustic Guitar & Stomp
  - 金原千恵子：Violin
  - 笠原あやの：Cello

## 収録アルバム
| 曲名               | 作品名                          |
| ------------------ | ------------------------------- |
| ヤバいね愛てえ奴は | 婦人の肖像 (Portrait of a Lady) |